# パイパー・ローガン
パイパー・ローガン（Piper Logan、2001年7月13日 - ）は、カナダの女子ラグビー選手。

## プロフィール
- カナダ・カルガリー出身[1]。
- ポジションはウィング(WTB)、センター(CTB)。
- 身長 164cm、体重 60kg
- 7人制女子カナダ代表に選ばれている[2]。

## 略歴
2024年、2024パリ五輪の7人制女子カナダ代表に選ばれて銀メダル獲得。